# If My Heart Had Wings
If My Heart Had Wings là một visual novel lãng mạn được sản xuất bởi Pulltop và kịch bản được viết bởi Konno Asuka. Trò chơi được phát hành tại Nhật Bản vào năm 2012 và toàn cầu bởi MoeNovel vào năm 2013 với nội dung khiêu dâm bị gỡ bỏ.

## Cốt truyện
Trò chơi tập trung vào nhân vật Aoi, người đã đánh mất phương hướng của cuộc đời mình, quay về quê nhà là Kazegaura, nơi có những cơn gió nhẹ thổi đều trên những con đường. Trên con đồi với những chiếc cối xay gió, cậu gặp được một cô gái ngồi trên xe lăn tên là Kotori và họ cùng nhìn thấy một cái tàu lượn trong sự ngạc nhiên. Cùng với bạn thời thơ ấu là Ageha và học sinh "siêu lưu ban" Amane, họ khôi phục câu lạc bộ Bay cao vút để thực hiện ước mơ: bay lên bầu trời.
Chủ đề chính của câu chuyện tập trung vào sự mất mát cả về thể chất lẫn tinh thần.